# Unita (album)
Pour les articles homonymes, voir Unita.
Albums de Indochine
Radio Indochine
(1994) Les Versions longues
(1996)
Unita est le deuxième album compilation d'Indochine sorti en février 1996. 
Cette compilation avait été exigée par BMG, la maison de disques du groupe, au cours de la négociation de leur nouveau contrat. Vendu à l'époque à 180 000 exemplaires et certifié disque d'or par le SNEP, il a permis au duo des frères Sirkis de faciliter la transition entre le départ de Dominique Nicolas et l'arrivée d'Alexandre Azaria tout en confirmant le potentiel commercial du groupe.

## Liste des titres
| 1.  | Kissing My Song                 | Wax (1996)                    | 4:05 |
| 2.  | L'Aventurier                    | L'Aventurier (1982)           | 3:54 |
| 3.  | Les Tzars                       | 7000 danses (1987)            | 4:27 |
| 4.  | Trois nuits par semaine         | 3 (1985)                      | 4:50 |
| 5.  | Des fleurs pour Salinger        | Le Baiser (1990)              | 3:16 |
| 6.  | La Chevauchée des champs de blé | 7000 danses (1987)            | 4:23 |
| 7.  | Kao Bang                        | Le Péril jaune (1983)         | 4:59 |
| 8.  | Un jour dans notre vie          | Un jour dans notre vie (1993) | 3:59 |
| 9.  | Un grand carnaval               | 7000 danses (1987)            | 4:05 |
| 10. | Le Baiser                       | Le Baiser (1990)              | 4:14 |
| 11. | Tes yeux noirs                  | 3 (1985)                      | 4:26 |
| 12. | La Machine à rattraper le temps | 7000 danses (1987)            | 4:35 |
| 13. | Canary Bay                      | 3 (1985)                      | 5:23 |
| 14. | Punishment Park                 | Le Baiser (1990)              | 3:52 |
| 15. | Savoure le rouge                | Un jour dans notre vie (1993) | 4:24 |
| 16. | 3e sexe (Live)                  | 3 (1985)                      | 3:45 |
| 17. | Dizzidence politik              | L'Aventurier (1982)           | 4:19 |
| 18. | La Bûddha Affaire               | 7000 danses (1987)            | 2:48 |

### Single
- Kissing My Song